# كريس كليمونز
كريس كليمونز (بالإنجليزية: Chris Clemons)‏ هو لاعب كرة قدم أمريكية أمريكي، ولد في 15 سبتمبر 1985 في برادنتون في الولايات المتحدة.

## وصلات خارجية
- كريس كليمونز على موقع مرجع كرة القدم المحترفة.كوم (الإنجليزية)